# Marvinware DJ Master
Marvinware DJ Master ist ein kostenloses DJ-Programm für Windows, die von Marvin Miltkau entwickelt wurde. Es richtet sich vor allem an Einsteiger und Hobby-DJs und bietet Funktionen zur Musik- und Videowiedergabe sowie zur Live-Gestaltung von Veranstaltungen.

## Funktionen
Marvinware DJ Master enthält eine Vielzahl von Funktionen, darunter:
- Zwei Decks mit visueller Waveform-Anzeige
- Equalizer, Lautstärkeregler und Audioeffekte
- Auto-DJ-Modus für automatische Übergänge
- Playlist-Erstellung und -Druck
- Unterstützung von Audio-CDs, Videoformaten und lokalen Musikdateien
- Anpassbare Soundbox mit Sample-Auslösung
- Integration lokaler Musikdienste (z. B. Apple Music, Amazon Music, OnionMedia)
- Vollbildmodus für den Live-Betrieb
- ARM64-Version für Windows-on-ARM
- Experimentelle Weboberfläche für Musikwünsche durch Gäste

Die Benutzeroberfläche ist klassisch gehalten und soll eine einfache Bedienung ermöglichen, insbesondere für Nutzer ohne professionelle DJ-Erfahrung.

## Entwicklung
Die Software wurde privat entwickelt. Ziel war es, eine leicht bedienbare DJ-Software zu schaffen, die sich für private Feiern, Hobbyanwender und kleinere Events eignet. Der Entwickler stellt das Programm kostenlos zur Verfügung und veröffentlicht regelmäßig Updates über die offizielle Website.

## Veröffentlichung und Verfügbarkeit
Marvinware DJ Master ist über den Microsoft Store erhältlich. Das Programm ist mit Windows 10 und Windows 11 kompatibel und bietet auch Unterstützung für Geräte mit ARM64-Architektur.

## Rezeption
Die Software wurde auf mehreren Technikplattformen empfohlen. So beschreibt etwa das Online-Magazin WindowsArea.de Marvinware DJ Master als „einfache und funktionale DJ-Software“ für Partys und Veranstaltungen. Auch Dr. Windows lobt die Anwendung als „cleveres kleines Tool für die nächste Feier“. Auf dem Software-Portal Softpedia wird die Freeware ebenfalls gelistet und positiv bewertet.
Ein Artikel auf dem regionalen Nachrichtenportal shz beschreibt die Softwareentwicklung als ambitioniertes Freizeitprojekt und hebt die Motivation des Entwicklers hervor.